# Dobar posao u Italiji (1969.)
Dobar posao u Italiji (engleski: The Italian Job) je britanski kriminalistička komedija iz 1969. godine. 2003. godine film je doživio američku preradu i objavljen je pod istim naslovom. Izvorni film iz 1969. godine spada u najpopularnije i najcjenjenije britanske filmove svih vremena.